# British Antarctic Survey

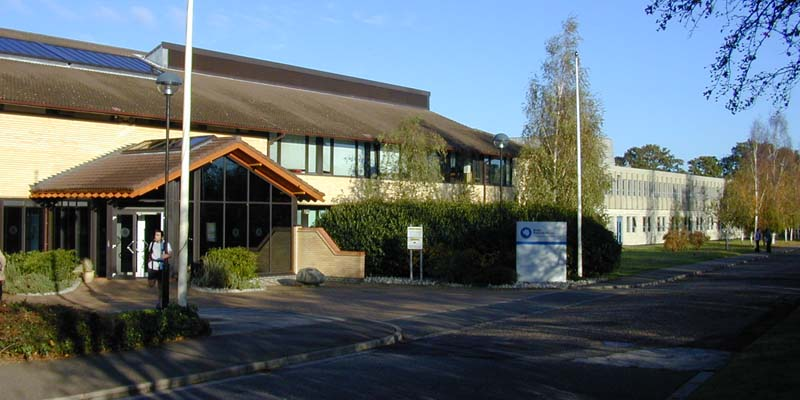
Hoofdkantoor in Cambridge

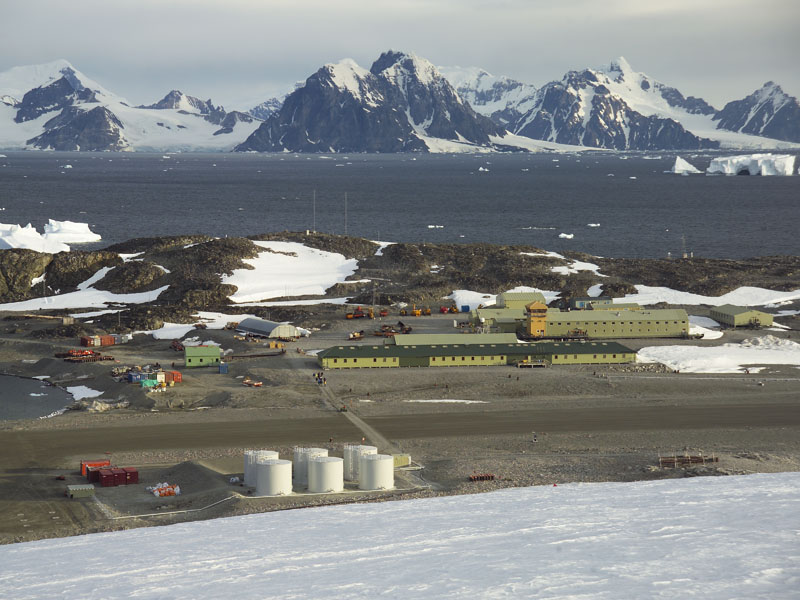
Het Rothera Research Station

Het British Antarctic Survey (BAS) is een Britse overheidsorganisatie die zich bezighoudt met wetenschappelijk onderzoek op Antarctica.
Het is een onderdeel van het Natural Environment Research Council (NERC). Het hoofdkantoor is gevestigd in Cambridge. De organisatie heeft ongeveer 400 mensen in dienst en beschikt over een budget van meer dan 50 miljoen pond.
Het BAS beschikt over vijf onderzoeksstations in het Brits Antarctisch Territorium:
- Halley Research Station - het hele jaar bemand
- Rothera Research Station - het hele jaar door bemand, en tevens de logistieke basis voor het Brits Antarctic Survey
- Fossil Bluff - alleen 's zomers bemand en vooruitgeschoven basis
- Sky Blu - enkel 's zomers bemand, en vooruitgeschoven basis
- Signy Research Station.

En op Zuid-Georgia: King Edward Point en Bird Island Research Station.